# Giardino Ambrogio Fogar
Il giardino Ambrogio Fogar, intitolato appunto ad Ambrogio Fogar, è un'area verde di Milano, sita di fronte alla Darsena di Porta Ticinese. Il giardino è aperto al pubblico dal 2005 e ha una superficie di 2 306 m².

## Storia
Il giardino è stato intitolato ad Ambrogio Fogar il 24 maggio 2016. Tra i vari sostenitori e promotori per l'iniziativa dell'intitolazione ad Ambrogio Fogar in particolare si ricorda il Comune di Milano, l'A.N.M.I. (Associazione nazionale marinai d'Italia) e il gruppo di storici navigatori transoceanici milanesi; a sostenere l'iniziativa la famiglia, in particolare le figlie Rachele e Francesca.